# Referendum abrogativo nella provincia autonoma di Trento del 2012
Il referendum abrogativo nella provincia autonoma di Trento del 2012 si è tenuto il 29 aprile e ha avuto ad oggetto l'abrogazione delle Comunità di valle.  
La votazione è stata indetta con decreto del presidente della provincia autonoma di Trento del 10 marzo 2012 a seguito del deposito di 9.192 firme raccolte dal dicembre del 2011 al gennaio del 2012 da parte del comitato promotore per il referendum guidato dalla Lega Nord. Il risultato, non avendo partecipato al voto la maggioranza degli aventi diritto, non è stato dichiarato valido.

## Storia
Le Comunità di valle di cui si propose nel referendum l'abrogazione sono 14 enti istituiti con legge provinciale nel 2006 superando i precedenti comprensori. Il referendum abrogativo non riguardava le realtà a sé stanti del Territorio della Val d'Adige e del Comun General de Fascia istituiti assieme alle Comunità nella riforma istituzionale del 2006, la popolazione residente in quegli enti era comunque chiamata a votare al quesito. 
Il 16 dicembre 2011 furono giudicati ammissibili i due quesiti referendari inizialmente proposti dal comitato promotore (il secondo, poi abbandonato dal comitato promotore, aveva per titolo "Abrogazione del Comun General de Fascia e delle disposizioni speciali per le popolazioni di lingua mochena e cimbra"). Le firme depositate dal comitato promotore sono state 9.192 di cui 9.117 regolarmente autenticate a fronte delle 8.000 necessarie per poter richiedere la consultazione referendaria. Successivamente è stata indetta la consultazione referendaria prevista per il 26 aprile. 
L'effetto di un eventuale successo del referendum sarebbe stato l'abrogazione delle Comunità e la formazione di un vuoto normativo (non potendo gli enti abrogati operare) colmabile dal legislatore anche con norme transitorie. 
I fondi stanziati a bilancio dalla provincia per l'organizzazione del referendum furono di 2 milioni di euro. 
Ai sensi dell’articolo 4 della legge provinciale 5 marzo 2003, n. 3 per la validità del referendum era necessaria la partecipazione al voto della maggioranza degli elettori.

## Il quesito
- Titolo: Abrogazione delle Comunità di valle

| Testo del quesito |
| --- |
| Volete che sia abrogata la legge provinciale della Provincia autonoma di Trento del 16 giugno 2006, n. 3 - così come modificata dalle leggi provinciali della Provincia autonoma di Trento del 19 giugno 2008, n. 6; del 12 settembre 2008, n. 16, del 3 aprile 2009 n. 4; del 27 novembre 2009, n.15, del 28 dicembre 2009, n. 19 e del 10 dicembre 2010, n. 26 - recante Norme in materia di governo dell'Autonomia del Trentino, con la quale sono state istituite le cosiddette Comunità di valle e ne è stata regolamentata la costituzione, il funzionamento e l'organizzazione, limitatamente agli articoli 14; 15; 16; 17; 17 bis, 18 Organizzazione, personale e contabilità della Comunità, limitatamente al comma primo: "1. Salvo quanto riservato ai contratti collettivi di lavoro di settore, la disciplina dell'organizzazione e del personale della comunità è dettata da regolamenti, nel rispetto dello statuto della comunità e delle vigenti leggi provinciali e regionali" ed all'articolo 21?". |

## Posizioni

### Posizioni di forze politiche presenti nel Consiglio provinciale
| Partito                      | Ind. di voto    | Fonte |
| ---------------------------- | --------------- | ----- |
| Partito Democratico          | No o Astensione | [ 9 ] |
| Unione per il Trentino       | Astensione      | [ 9 ] |
| Lega Nord                    | Sì              | [ 9 ] |
| Popolo della Libertà         | Sì              | [ 9 ] |
| PATT                         | Astensione      | [ 9 ] |
| Federazione dei Verdi        | No              | [ 9 ] |
| Italia dei Valori            | Libertà di voto | [ 9 ] |
| Civica per Divina Presidente | Sì              | [ 9 ] |
| Amministrare il Trentino     | Libertà di voto | [ 9 ] |

### Posizioni di forze politiche presenti nel Parlamento italiano
| Partito          | Ind. di voto    | Fonte |
| ---------------- | --------------- | ----- |
| Unione di Centro | Libertà di voto | [ 9 ] |

## Risultati
I seggi elettorali sono rimasti aperti dalle ore 6:00 alle 22:00 nella sola giornata di domenica 29 aprile 2012.

### Affluenza alle urne

Affluenza per comune e comunità di valle.

| Affluenza | ore 11:00 | ore 17:00 | ore 22:00 |
| --------- | --------- | --------- | --------- |
| Trento    | 5,46%     | 15,08%    | 27,38%    |

Fonte: Provincia autonoma di Trento

### Scrutinio

Risultati per comune e comunità di valle.

|                | Totali  | Percentuale | Percentuale           |
| -------------- | ------- | ----------- | --------------------- |
| Elettori       | 413.315 |             |                       |
| Votanti        | 113.157 | 27,38%      | (su 413.315 elettori) |
| Schede bianche | 764     | 0,67%       | (su 113.157 votanti)  |
| Schede nulle   | 671     | 0,59%       | (su 113.157 votanti)  |
| Voti validi    | 111.722 | 98,73%      | (su 113.157 votanti)  |

| Opzioni di voto | Voti    | %      | Quorum        |
| --------------- | ------- | ------ | ------------- |
| Sì              | 104.531 | 93,56% | NON RAGGIUNTO |
| No              | 7.191   | 6,44%  |               |
| Totale          | 111.722 | 100%   |               |

Fonte: Provincia autonoma di Trento

## Conseguenze del voto
Dato il non raggiungimento del quorum necessario la proposta del referendum è stata dichiarata respinta.